# مارسيلو دوس سانتوس مارينيو
مارسيلو دوس سانتوس مارينيو (بالبرتغالية: Marcelo dos Santos Marinho‏) هو لاعب كرة قدم برازيلي في مركز حراسة المرمى، ولد في 2 مارس 1984 في Mococa ‏ في البرازيل. لعب مع أتلتيكو مينيرو وجمعية أرابيراكا الرياضية ونادي إيتوانو ونادي باهيا ونادي بينابولينيزي ونادي فيتوريا إي إس ونادي كورينثيانز.